# Microhoria aspelia
Microhoria aspelia là một loài bọ cánh cứng trong họ Anthicidae. Loài này được Truqui miêu tả khoa học năm 1855.